# 爱建街道
爱建街道是中国黑龙江省哈尔滨市道里区下辖的一个街道，街道建立于2007年。北起安宁街，向南至安隆街、达道街北侧，东侧为沿河润街。